# 아진전자부품
아진전자부품 주식회사(AJIN ELECTRONIC COMPONENTS)는 대한민국의 코스피상장 종합전자부품 기업이다.
주요 사업은 전압조정기(voltage regulator)를 비롯한 자동차 전장부품과 콘덴서 등의 제조와 판매이다. 아진그룹 계열이며, 계열회사로는 (주)우신산업, 아진산업(주), 소주A&T과기유한공사, JOON.LLC, 아진산업(상해), 산동중호기차배건유한공사, 파인트론(주) 등이 있다.

## 사업
아진전자부품은 알루미늄 전해콘덴서, 필름콘덴서를 생산하는 종합전자부품회사로, 2010년 기준 매출액 비중은 콘덴서 부문이 23.5%, 자동차 부문이 72.3%를 차지하고 있다. 연구개발(R&D)을 위한 투자비율을 더욱 높이고 있고, 신기술 도입을 지속적으로 추진하고 있으며, 현재 양산품 홍보를 통한 해외영업활동을 강화하고 있다.

## 연혁

### 대우그룹 시절

과거 대우그룹의 본사였던 서울스퀘어.

1973년 10월 대한마루콘전자(주)로 설립한 뒤 1979년 대한콘덴서(주)로 상호를 변경하였고, 1983년 대우그룹에 편입되면서 대우전자부품(주)으로 변경하였다. 1989년 증권거래소에 주식을 상장하였고, 1999년 대우그룹 구조조정으로 워크아웃(기업개선작업) 대상으로 지정되었다. 2000년 4월 대우그룹에서 분리되었고, 11월에 알미늄코리아(주), 필코전자(주), 한국기술투자(KTIC) 등 3개 사로 구성된 알루코 컨소시엄에 인수되었다.
- 1973년 대한마루콘전자㈜ 설립
- 1983년 대우전자부품㈜ 상호 변경
- 1985년 국내 최초 탄탈륨콘덴서 양산 개시
- 1989년 주식상장(유가증권시장, 증권거래소 1부)
- 1993년 탄탈륨 고체 전해콘덴서 IRS2 장영실상 수상
- 1993년 전장부품 양산 시작
- 1994년 베트남 법인 설립
- 1996년 정밀측정 기술 교육기관 지정

### 대우그룹 해체 후
- 2000년 파츠닉㈜ 상호변경
- 2002년 국제공인 교정기관 지정(kolas/iac-mra)
- 2006년 대우전자부품㈜ 상호 변경
- 2008년 중국 소주 법인(A&T) 설립

### 아진그룹

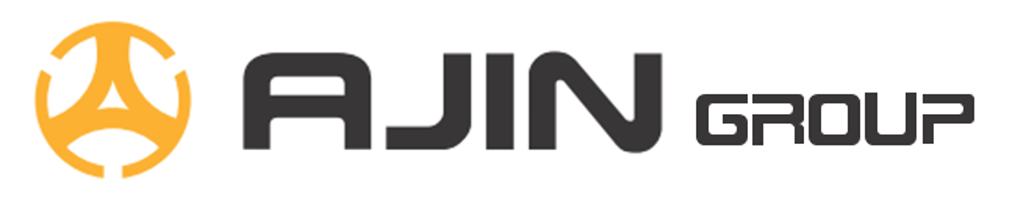
아진그룹

2008년 회생절차개시 결정을 받았고, 2010년 2월 회생절차 종결 결정을 받았다. 그 후 현대자동차의 1차 협력 그룹인 아진그룹이 인수했다.
- 2010년 서중호 서준교 대표이사 취임(아진그룹 인수)
- 2012년 취업하고 싶은 500대 강소 기업 선정
- 2012년 2012 생산성향상 우수기업 선정
- 2013년 지역투자 활성화 및 지역산업진흥 유공 산업통상자원부 장관 표창
- 2015년 제2생산라인(전기자동차용 전장부품)증설 및 가동
- 2015년 중소기업기술혁신 국무총리상 수상
- 2015년 지역산업진흥 유공 산업통상자원부 장관상 수상
- 2016년 세계로 가는 전북기업육성사업 "글로벌 우수기업" 선정
- 2017년 전라북도 글로컬기업 선정

## 계열사
| 계열회사명                                  | 업종                      |
| ------------------------------------------- | ------------------------- |
| 자동차 부문                                 |                           |
| 아진산업                                    | 자동차부품 제조업         |
| 아진카인텍                                  | 기계 · 설비 · 자동차      |
| 아진금형텍                                  | 자동차부품 제조업         |
| 아진실업유한공사                            | 자동차부품 제조업         |
| 아진산업제일차                              | 자동차부품 제조업         |
| 동풍아진                                    | 자동차부품 제조업         |
| 우신산업                                    | 자동차부품 제조업         |
| 강소아진기차배건유한공사                    | 자동차부품 제조업         |
| 산동중호기차배건유한공사                    | 자동차부품 제조업         |
| 준텍㈜                                      | 부품 성형해석과 금형 개발 |
| 남서직침유한공사                            | 자동차부품 제조업         |
| JOON, INC                                   | 자동차부품 제조업         |
| JOON, LLC.                                  | 자동차부품 제조업         |
| JH INDUSTRY, INC                            | 자동차부품 제조업         |
| 전자 부문                                   |                           |
| 대우전자부품                                | 전자부품, 전장            |
| 대우전장                                    | 반도체                    |
| 대우ECC기전유한공사                         | 전자부품, 전장            |
| 대우동풍                                    | 자동차 전자               |
| DAEWOO ELECTRONIC EQUIPMENT VIETNAM CO,.LTD | 전자부품, 전장            |
| SUZHOU A&T TECHNOLOGY CO.,LTD               | 전자부품, 전장            |
| SHANDONG PARTSNIC EQUIPMENT CO.,LTD         | 전자부품, 전장            |
| SHANDONG PARTSNIC ELECTRONICS CO.,LTD       | 전자부품, 전장            |
| PARTSNIC U.K CO,.LTD                        | 전자부품, 전장            |
| 에너지 부문                                 |                           |
| KCO에너지                                   | 석유 · 화학 · 에너지      |

## 공장·연구소

### 정읍 공장

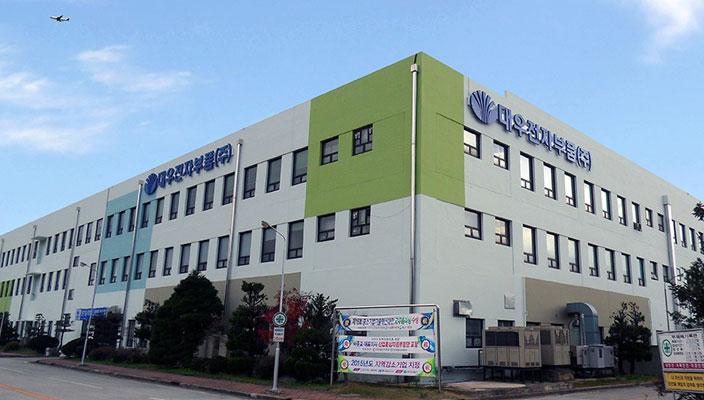
대우전자부품 전라북도 정읍시 공장

위치: 전라북도 정읍시 공단2길

#### 주요생산품
- ACU
- BLDC
- PWM
- OBC
- TAS

### 중국 소주 공장

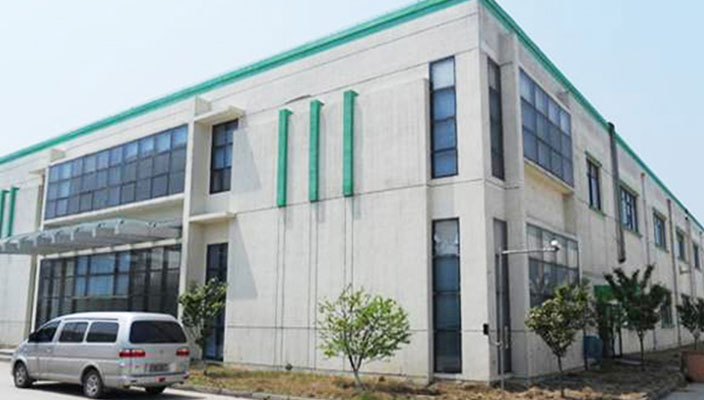
대우전자부품 중국 소주 공장

위치: 중국 강소성 소주시 상성경제개발구 강원로 777호

#### 주요생산품
- Solenode
- LED
- TIP TRONICS
- REG
- FACT

### 베트남 공장

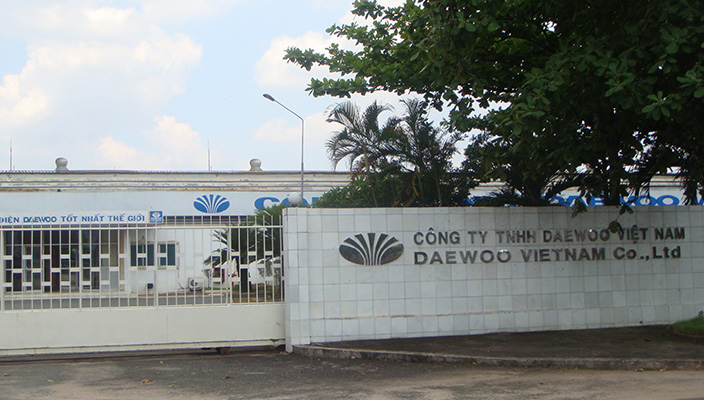
대우전자부품 베트남 공장

위치: Tan Dinh Viliage Ben Cat Disrict Binh Duong Privince S.R.Vietnam

#### 주요생산품
- 전자부품(CONDENSOR)

### 대전부설연구소
위치: 대전광역시 유성구 테크노중앙로 65 남정2 빌딩 4층 (관평동)